# Tityus intermedius
Espèce
Tityus intermedius est une espèce de scorpions de la famille des Buthidae.

## Distribution
Cette espèce se rencontre en Équateur et en Colombie.

## Description
Le tronc de la femelle holotype mesure 26 mm et la queue 14 mm.

## Publication originale
- Borelli, 1899 : « Viaggio del Dr. Enrico Festa nell' Ecuador e regioni vicine. XVIII. Scorpioni. » Bollettino dei Musei di zoologia ed anatomia comparata della R. Università di Torino, vol. 14, no 345, p. 1-18 (texte intégral).